# Carapoia fowleri
Carapoia fowleri là một loài nhện trong họ Pholcidae. Loài này được phát hiện ở Guyana và Brasil.